# Carl Adam Wicher
Carl Adam Wicher (* 11. Mai 1901 in Schoppinitz, Schlesien; † 3. April 1957 in Hannover) war ein deutscher Geologe.  Als Erdölgeologe befasste er sich mit Mikropaläontologie und speziell mit Mikrostratigraphie des Mesozoikums.

## Leben
Wicher studierte ab 1922 Bergbau an der Technischen Hochschule Berlin-Charlottenburg mit dem Diplomabschluss 1927 und arbeitete danach im Steinkohlenbergbau in Oberschlesien und als Geologe und Geophysiker in Australien und Rumänien. 1930 war er wieder in Berlin, wo er 1932 bei Robert Potonié promoviert wurde (Sporenformen der Flammkohle des Ruhrgebietes). Wicher war ab 1935 bei der Preußischen Geologischen Landesanstalt, wo er sich mit Mikropaläontologie und -stratigraphie für die Erdölsuche befasste. Er gründete eine entsprechende Untersuchungsstelle am nunmehrigen Reichsamt für Bodenforschung. Nach dem Zweiten Weltkrieg ging er 1947 als Mikropaläontologe nach Jugoslawien, wurde dort Professor und Mitglied der Serbischen Akademie der Wissenschaften, kehrte aber 1950 aus Gesundheitsgründen zurück und arbeitete für die Preussag (unter anderem in Österreich).

## Schriften
- mit R. Potonié: Das Erdöl, Entstehung, Vorkommen, Bedeutung, Der Naturforscher, H. 12,  Berlin-Lichterfelde 1932.
- Mikrofaunen aus Jura und Kreide, insbesondere Norddeutschlands. 1. Teil, Lias Alpha bis Epsilon, Abhandlungen PGLA, N. F., 193, 1938
- Zur Stratigraphie der Grenzschichten Jura/Kreide Nordwestdeutschlands, Oel und Kohle, Band 36, 1940, S. 263
- mit L. Riedel: Zur Grenze Jura/Kreide in Nordwestdeutschland, Oel und Kohle, Band 38, 1942, S. 1019
- mit A. Bentz: Angewandte Mikropaläontologie, Petroleum, Band 34, H. 44, 1938
- Praktikum der angewandten Mikropaläontologie, Borntraeger 1944
- Zur mikropaläontologischen Gliederung des nichtmarinen Rät. Erdöl u. Kohle, 4, S. 755–760; Hamburg, Berlin 1951
- Involutina, Trocholina und Vidalina - Fossilien des Riffbereiches, Geol. Jahrbuch für 1950, Band 66, 1952, S. 257–284
- Mikropaläontologische Beobachtungen in der höheren borealen Oberkreide, besonders im Maastricht, Geologisches Jahrbuch, Band 68, 1953, S. 1
- Die Gosau-Schichten im Becken von Gams (Österreich) und die Foraminiferen-Gliederung der höheren Oberkreide in der Tethys, Paläontolog. Z., 30, 1956, Sonderheft, 87
- Die mikropaläontologische Gliederung des nichtmarinen Keuper. Erdöl u. Kohle, 10, 1; Hamburg 1957